# Núcula

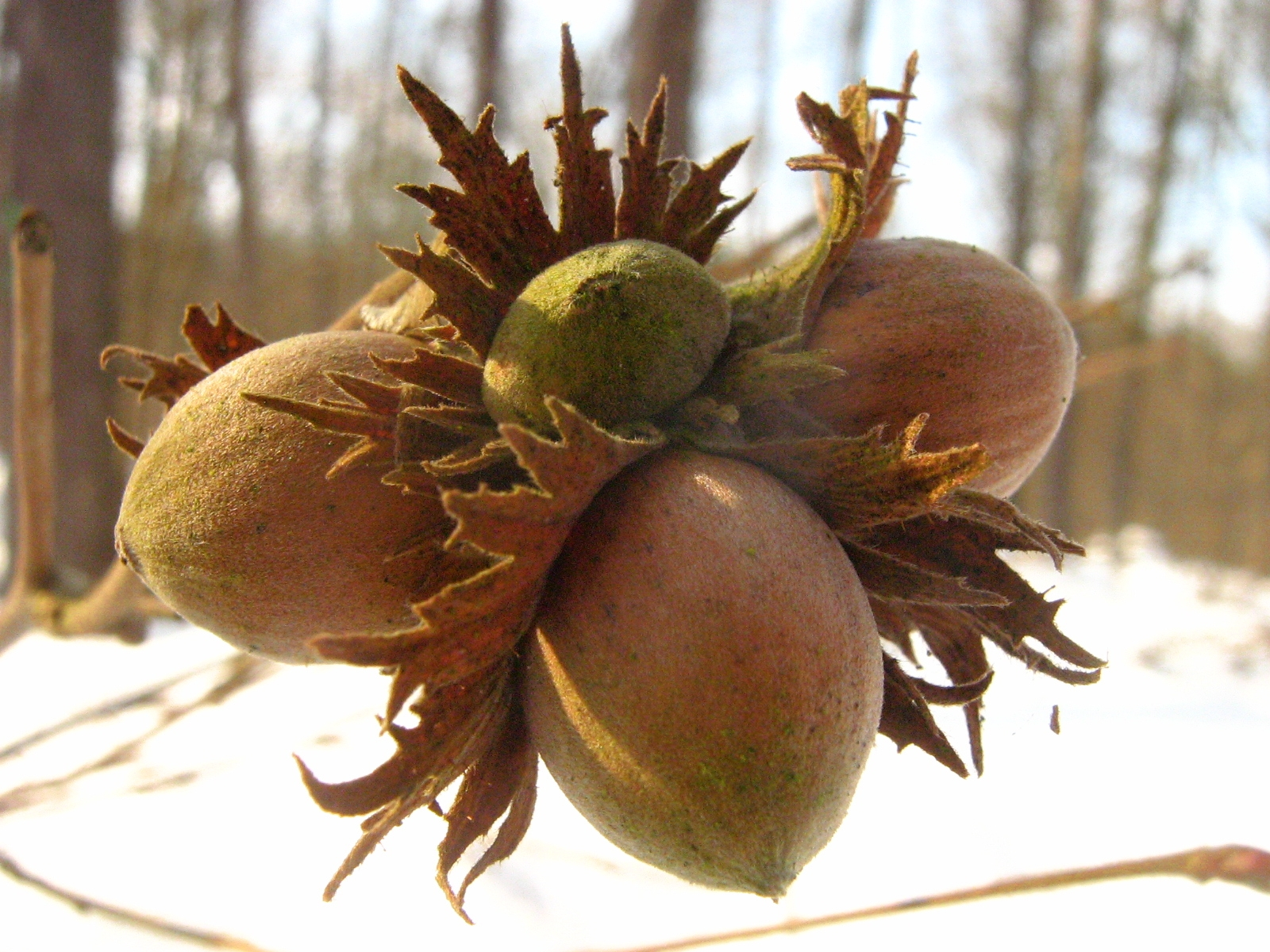
Avellanas.

Núcula (del latín nucula diminutivo de nuez nux) o clusa es un fruto seco indehiscente —que no se abre al madurar—. Generalmente unilocular y monospermo —contiene una única semilla—, aunque también puede ser polispermo y originarse de un ovario dotado de varios carpelos de los que solo madura uno, y  procedente de la división longitudinal de la hoja carpelar de un gineceo sincárpico en dos o más partes. Son clusas los aquenios de las labiadas y boragináceas y también la bellota (fruto de robles y encinas) o la avellana (fruto del avellano).
Pero también núcula o nuculanio es una drupa pluricarpelar con epicarpo y mesocarpo carnosos, jugosos, coriáceos o, incluso, fibrosos y con endocarpo leñoso y endurecido, con una o más semillas. Según esta interpretación de nuculanio, los tipos de fruto pomo (manzana) y trima (nuez del nogal) se incluyen en el tipo núcula. Los frutos de los géneros Rhamnus y Cornus son ejemplos de nuculanios.
Núcula también es cada huesecillo del nuculanio y sinónimo anticuado de oogonio en las carofíceas.

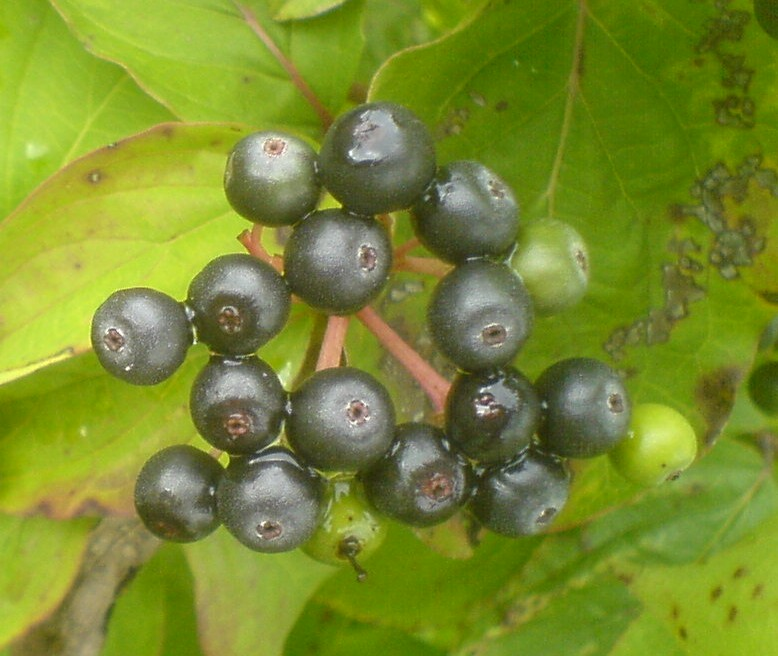
Frutos del cornejo.

El higo (Ficus carica) es un sicono cuyas pepitas, similares a semillas, son en realidad cada una de ellas una núcula.